# OpenWindows
OpenWindows es la interfaz gráfica de usuario de Sun Microsystems para el entorno de trabajo que manejan SunView, NeWS, y el protocolo del sistema de ventanas X. OpenWindows fue incluido en versiones posteriores del sistema operativo SunOS 4 y el sistema operativo Solaris, hasta su eliminación en Solaris 9 en favor de la CDE y GNOME 2.0.
- Datos: Q2497482
- Multimedia: OpenWindows / Q2497482